# TALQ-Protokoll
Das TALQ-Protokoll ist ein Schnittstellen-Standard für Smart City Geräte-Netzwerke, der die Interoperabilität zwischen Central Management Software (CMS) und Outdoor-Gerätenetzwerken (Outdoor Device Network, ODN) verschiedener Hersteller ermöglicht.

## TALQ-Protokoll
Das TALQ Smart City Protokoll (TALQ Protokoll/TALQ Spezifikation) ist ein Kommunikationsprotokoll, welches die Anbindung verschiedener, unterschiedlicher Outdoor-Gerätenetzwerke (ODN) mit einem zentralen Verwaltungs- und Steuerungssystem (Central Management Software, CMS) erlaubt. Das Protokoll ist auf Basis der OpenAPI definiert, folgt einem RESTful Ansatz mit JSON Datenbefehlen und basiert auf TCP/IP-Referenzmodell und HTTPS.
Ursprünglich wurde es als Softwareprotokoll für intelligente Außenbeleuchtung entwickelt, nach einigen Jahren jedoch für andere Smart-City-Anwendungen erweitert. Das Protokoll gilt als globaler Standard für Smart City/IoT und die Autorität des TALQ Standards wurde international bestätigt.

### Historie
TALQ wurde im Jahr 2012 gegründet, um Herausforderungen im Straßenbeleuchtungs-Sektor zu lösen. Die unterschiedlichen ‘Sprachen’ und Protokolle, die zwischen physischen Geräten verschiedener Hersteller (z. B. Straßenleuchten, Leuchten-Controllern) und dem CMS innerhalb von Beleuchtungsnetzwerken (Outdoor Lighting Network, OLN) im Einsatz waren, sollten vereinheitlicht werden. TALQ führte die TALQ Bridge (später genannt Gateway) ein, die ein OLN identifizieren kann und die Informationen für das CMS übersetzt
Im Jahr 2017 wurde der Zweck des Konsortiums ausgeweitet, um andere Smart-City-Anwendungen miteinzuschließen. Seit 2021 ist das TALQ Protokoll öffentlich auf GitHub verfügbar.

### Entwicklung und Funktionsprinzip
Das TALQ Gateway repräsentiert die ODN-Daten und übersetzt diese Informationen in Nachrichten, die vom CMS verstanden werden können. Diese Nachrichten werden auf Basis des TALQ Datenmodells erstellt und in JSON formuliert.
TALQ arbeitet Netzwerktechnologie-agnostisch innerhalb des ODN und stellt eine gemeinsame Schnittstelle dar, die das Gateway und das CMS abbildet. Die Funktionalität eines physischen Geräts, wie ein Leuchten-Controller für eine Straßenleuchte, wird durch eine Kombination von Funktionen mit zugehörigen Attributen und ‘Events’ dargestellt. Eine beispielhafte Funktion eines Leuchten-Controllers ist die LampActuator Funktion, in der alle zugehörigen Befehle und Attribute enthalten sind. Das TALQ-Protokoll bietet zahlreiche solcher Funktionen. Wenn ein neues Gerät abgebildet wird können diese Funktionen eingesetzt oder neue Funktionen durch Erweiterung der bestehenden erstellt werden.
Diese herstellerspezifischen Funktionen ermöglichen eine Differenzierung zwischen unterschiedlichen Anbietern.

### Features
Dieses Protokoll ist nicht auf Beleuchtung beschränkt, sondern kann auch für andere Smart-City-Anwendungen wie beispielsweise Abfall- und Parkraum-Management, Verkehrsüberwachung, Energiemanagement oder Umweltdatenerfassung genutzt werden. Zu den unterstützten Funktionen gehören u. a. Zeitplanung, sensorgestützte Steuerung, Konfiguration, Überwachung, Anlagenverwaltung, Ereignisbehandlung, Energieeinsparung, Ausfallmeldungen und Wartungsoptimierung.
Bei der Einrichtung von Smart-City-Anwendungen wie Verkehrsüberwachung, Abfallmanagement oder intelligenter Straßenbeleuchtung ermöglicht der TALQ-Standard Städten und Versorgungsunternehmen die Abhängigkeit von einzelnen Anbietern zu vermeiden, da sie die Wahl zwischen verschiedenen kompatiblen Systemen haben.

## TALQ-Konsortium
Das TALQ-Konsortium wurde 2012 von sechs Unternehmen der Beleuchtungsbranche gegründet: Philips (inzwischen umbenannt in Signify N.V.), Zumtobel, Schréder, Harvard Engineering, Streetlight Vision (inzwischen übernommen von Itron) und Kingsun. In den folgenden Jahren traten weitere Firmen dem Konsortium bei. Im Jahr 2021 hatte das Konsortium 50 Mitglieder. Das Ziel des Konsortiums war den Außenbeleuchtungsmarkt mithilfe eines standardisierten Kommunikationsprotokolls voranzubringen.
Die Hauptaufgabenbereiche des Konsortiums sind das Management und die Weiterentwicklung des TALQ-Smart-City-Protokolls. Dies umfasst die Bereitstellung und Verwaltung der Schnittstellenspezifikation sowie dessen weitere Verbreitung und die Überprüfung der korrekten Einbindung durch ein Zertifizierungsverfahren.
Im Rahmen des Zertifizierungsprozesses bewertet das Konsortium die Einhaltung des TALQ-Schnittstellenstandards durch die Hersteller auf Vollständigkeit und Korrektheit. Das Online-TALQ-Zertifizierungstool (TCT) dient dazu eine robuste Implementierung sicherzustellen. Um das TCT nutzen zu können und sich zertifizieren zu lassen, müssen Anbieter Mitglied des Konsortiums werden. Hersteller von Produkten, die den TALQ-Standard erfolgreich integriert haben, wurden seit 2017 vom Konsortium offiziell zertifiziert.
Das Konsortium ist Teil des Mitgliedsprogramms der IEEE Industry Standards and Technology Organization (IEEE-ISTO), eine Non-Profit-Organisation für die Entwicklung von Technologiestandards durch Industriekonsortien, Verbände und ähnliche Einrichtungen.